# Récif Hopkins
Le récif Hopkins (en anglais Hopkins Reef, en mandarin Huǒxīng jiāo (en sinogrammes 火星礁), en vietnamien Đá Hợp Kim), est un récif des îles Spratleys en mer de Chine méridionale,.

## Géographie
Le récif Hopkins est une petite plateforme de récif corallien océanique et peu profonde située dans la partie nord-est des îles Spratleys, au sud-ouest du Guyot Reed, à 140 milles marins au nord-ouest de l'île de Palawan et à plus de 200 milles marins au nord de l'île de Bornéo.
Les entités géographiques peu profondes les plus proches sont les récifs Baker et Iroquois, qui sont situés respectivement à moins de 7 milles marins et 12 milles marins au sud-est, le banc Nares situé 15 milles marins au nord, et les îles Plane et Nanshan respectivement à 15,5 milles marins et à plus de 17 milles marins à l'ouest,,.
La partie visible de cette plateforme corallienne s'étend sur 1,8 km de long sur son axe nord-sud et à moins de 800 mètres sur son axe ouest-est.
Cette petite plateforme récifale d'une superficie de 1,13 km2 n'a pas de platier récifal et est plus profonde que la plupart des autres éléments peu profonds, atteignant 3 à 7 mètres de profondeur à marée relativement basse.

## Revendication de souveraineté
Le récif Hopkins est l'objet d'un différend entre le Viêt Nam, Taïwan, les Philippines et la Chine.
On ne sait pas clairement quel pays contrôle cette zone, mais elle constitue une source fréquente de conflits sur les droits d’exploitation des ressources entre les Philippines et la Chine. Lorsque la Chine tente de placer des marqueurs dans la zone, les Philippines tentent souvent de les retirer.

## Structures artificielles
Il n'y a pas de structures artificielles sur le récif Hopkins en 2024.